# Emil Dursy

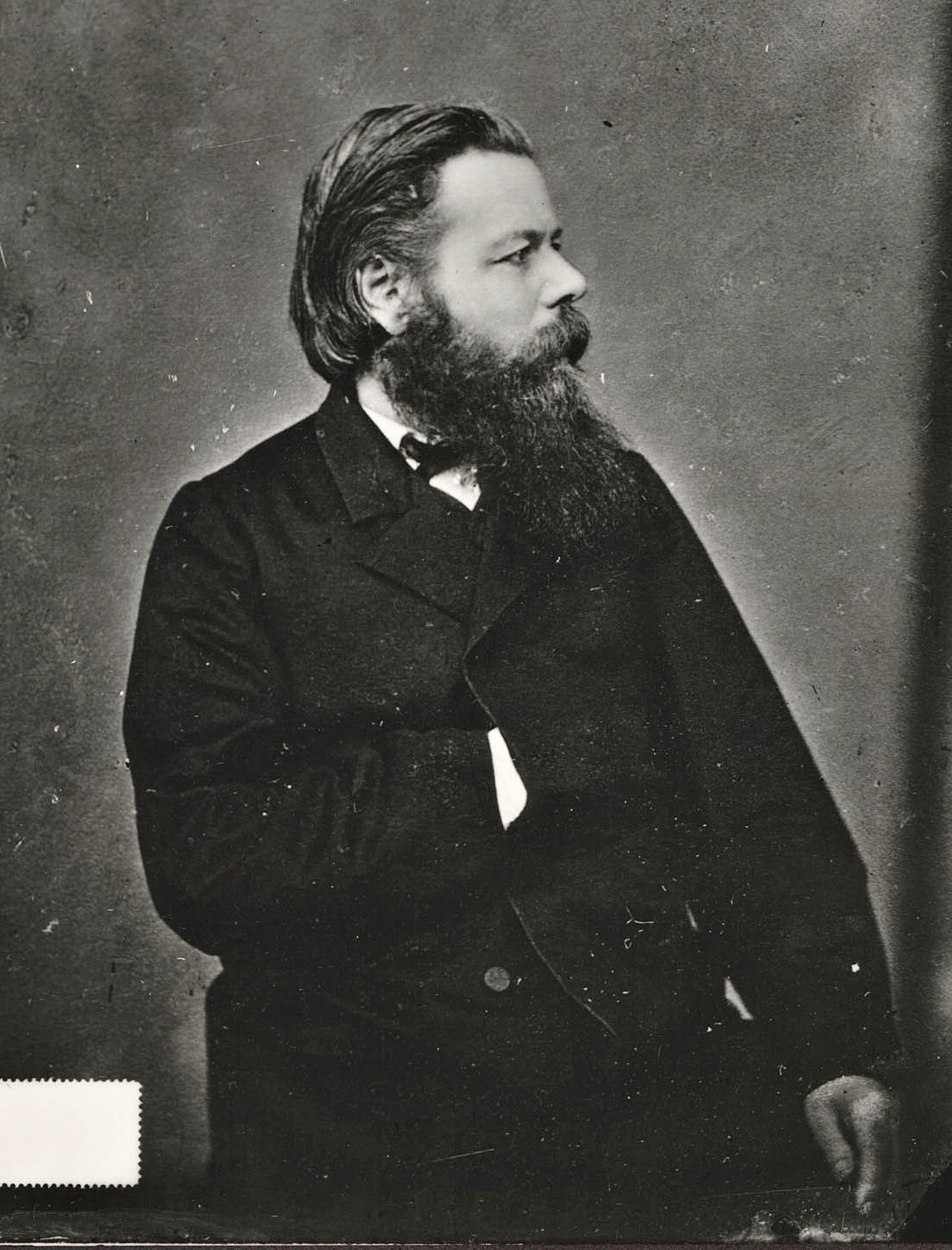
Emil Dursy

Emil Dursy (* 5. April 1828 in Grünstadt; † 17. März 1878 in Tübingen) war ein deutscher Mediziner und Zoologe.

## Leben
Emil Dursy, Sohn des zur Zeit seiner Geburt am Progymnasium Grünstadt tätigen Lehrers Andreas Dursy und seiner Gattin Anna Wilhelmina geb. Fitz, besuchte zunächst die Lateinschule Bad Dürkheim, dann das Herzog-Wolfgang-Gymnasium in Zweibrücken. An der Ludwig-Maximilians-Universität München und der Ruprecht-Karls-Universität Heidelberg studierte er Medizin. Er wurde im Corps Isaria (1847) und im Corps Suevia Heidelberg (1848) recipiert. Als Schüler des berühmten Jakob Henle wurde er 1852 promoviert.
Er wurde 1856 Prosektor und Professor der Anatomie an der Eberhard Karls Universität Tübingen. Er beschäftigte sich als einer der ersten Forscher mit der Embryogenese des Menschen. Neben seinen medizinischen Publikationen veröffentlichte er auch als Fachautor für Zoologie über Schlangen in Deutschland. 1869 wurde er in die Deutsche Akademie der Naturforscher Leopoldina gewählt. 1875 war Dursy als Nachfolger des verstorbenen Institutsdirektors der Tübinger Anatomie Hubert von Luschka im Gespräch, wurde aber mit Blick auf seinen bereits sehr angegriffenen gesundheitlichen Zustand übergangen. Er wurde keine 50 Jahre alt.
Dursy war verheiratet mit Margarethe Elisabeth geb. Kauschinger; sie hatten 5 Kinder. 

## Literatur

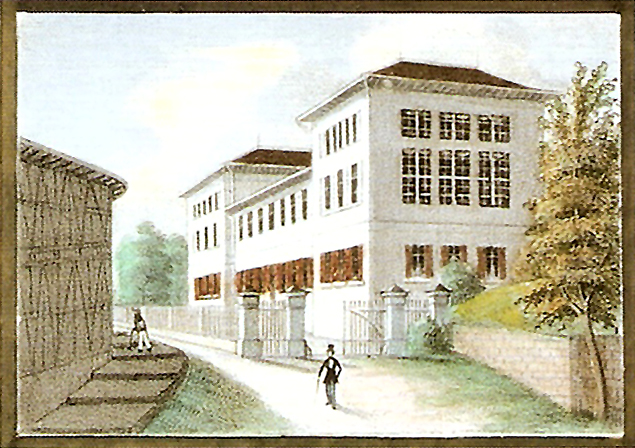
Alte Anatomie in Tübingen (um 1850)